# Czebol
Czebol, chaebŏl (kor. 재벌 tɕɛːbʌl „związek finansowy”) – południowokoreańska forma konglomeratów, koncernów.
Powstały w latach 70. z małych firm prywatnych.
Były popierane przez władze wojskowe, wspierające planowanie gospodarcze i dyscyplinę wewnątrz przedsiębiorstw. Do największych czeboli zaliczano Daewoo, Hyundaia, Lucky Goldstara (dzisiejsze LG Group) i Samsunga. Przy współpracy z przemysłem japońskim i zachodnim produkowały nowoczesne samochody, statki, wyroby elektroniczne, chemiczne i stalowe.